# Taeniacanthus spiniferus
Taeniacanthus spiniferus is een eenoogkreeftjessoort uit de familie van de Taeniacanthidae. De wetenschappelijke naam van de soort is voor het eerst geldig gepubliceerd in 2007 door Ho & Lin.